# NGC 6878A
NGC 6878A је спирална галаксија у сазвежђу Стрелац која се налази на NGC листи објеката дубоког неба.
Деклинација објекта је - 44° 48' 59" а ректасцензија 20h 13m 36,1s. Привидна величина (магнитуда) објекта NGC 6878 износи 13,0 а фотографска магнитуда 13,8. NGC 6878A је још познат и под ознакама ESO 284-29, MCG -7-41-13, PGC 64314.